# Wieża widokowa na Ferdlu
Wieża widokowa na Ferdlu – turystyczna wieża widokowa, otwarta w 2019, znajdująca się tuż poniżej szczytu Ferdel (648 m n.p.m.), w środkowej części Beskidu Niskiego, na granicy Magurskiego Parku Narodowego. 

## Opis
Wieża znajduje się na terenie miejscowości uzdrowiskowej Wapienne. Obiekt umieszczono poniżej szczytu Ferdel, ponieważ na jego wierzchołku gnieździ się będący pod ochroną orlik krzykliwy. Ptak ten jest symbolem Magurskiego Parku Narodowego. Wieża zbudowana została w 2019, staraniem gminy Sękowa w ramach projektu: Budowa infrastruktury - Uzdrowisko Wapienne.  Jest to zwężająca się ku górze konstrukcja drewniana o całkowitej wysokości 25 m. Do najwyższej platformy widokowej prowadzą dziesięciobiegowe schody (każdy bieg liczy po 11 stopni). Pierwotnie wieży miała towarzyszyć ścieżka w koronach drzew, ale ze względu na koszty zrezygnowano z niej.
Z wieży roztacza się widok obejmujący Beskid Niski, a w pogodne dni Tatry.
Do wieży można dojść pieszo szlakami turystycznymi z Wapiennego, Rozdziela, Bartnego i Folusza.

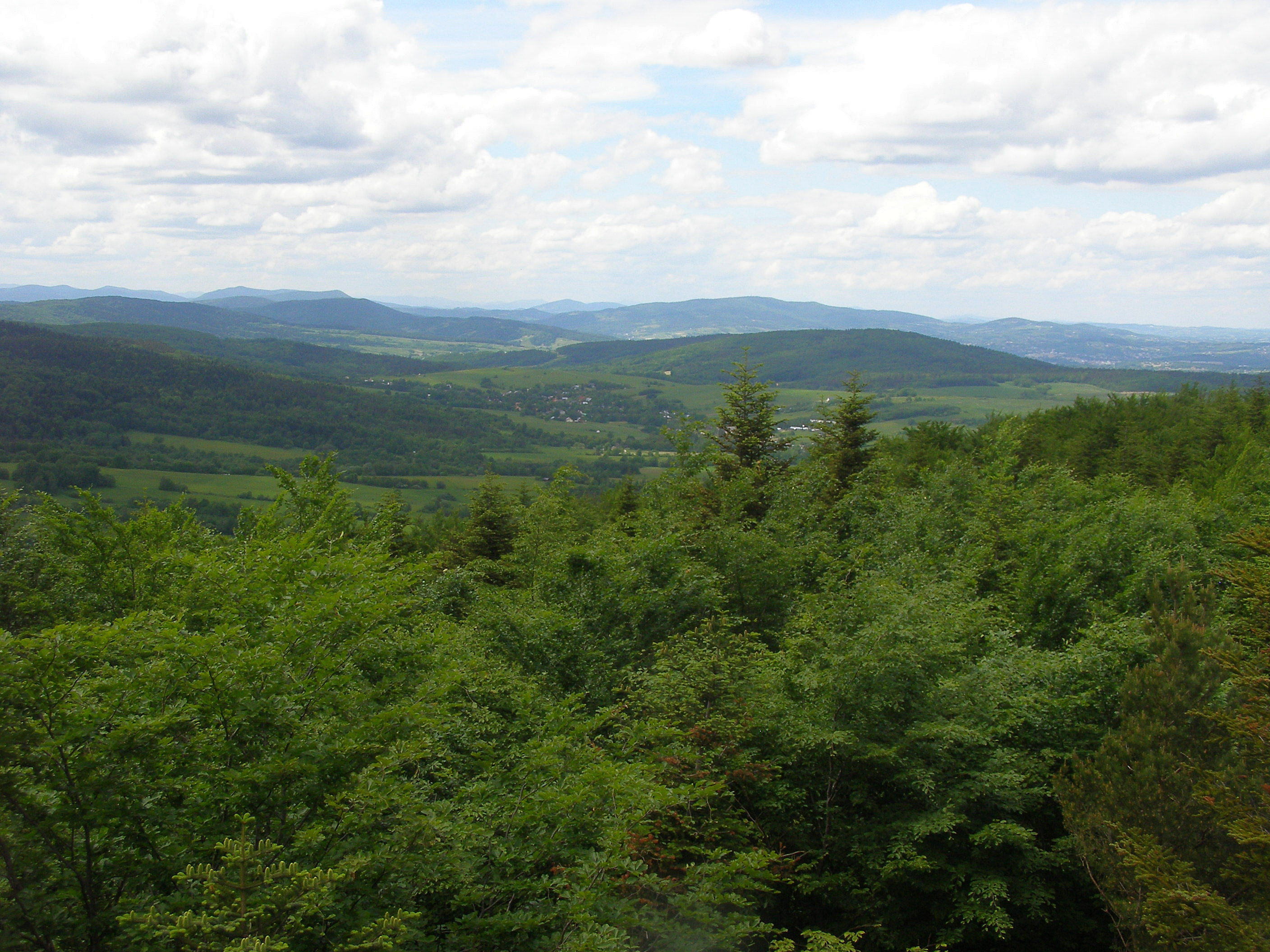
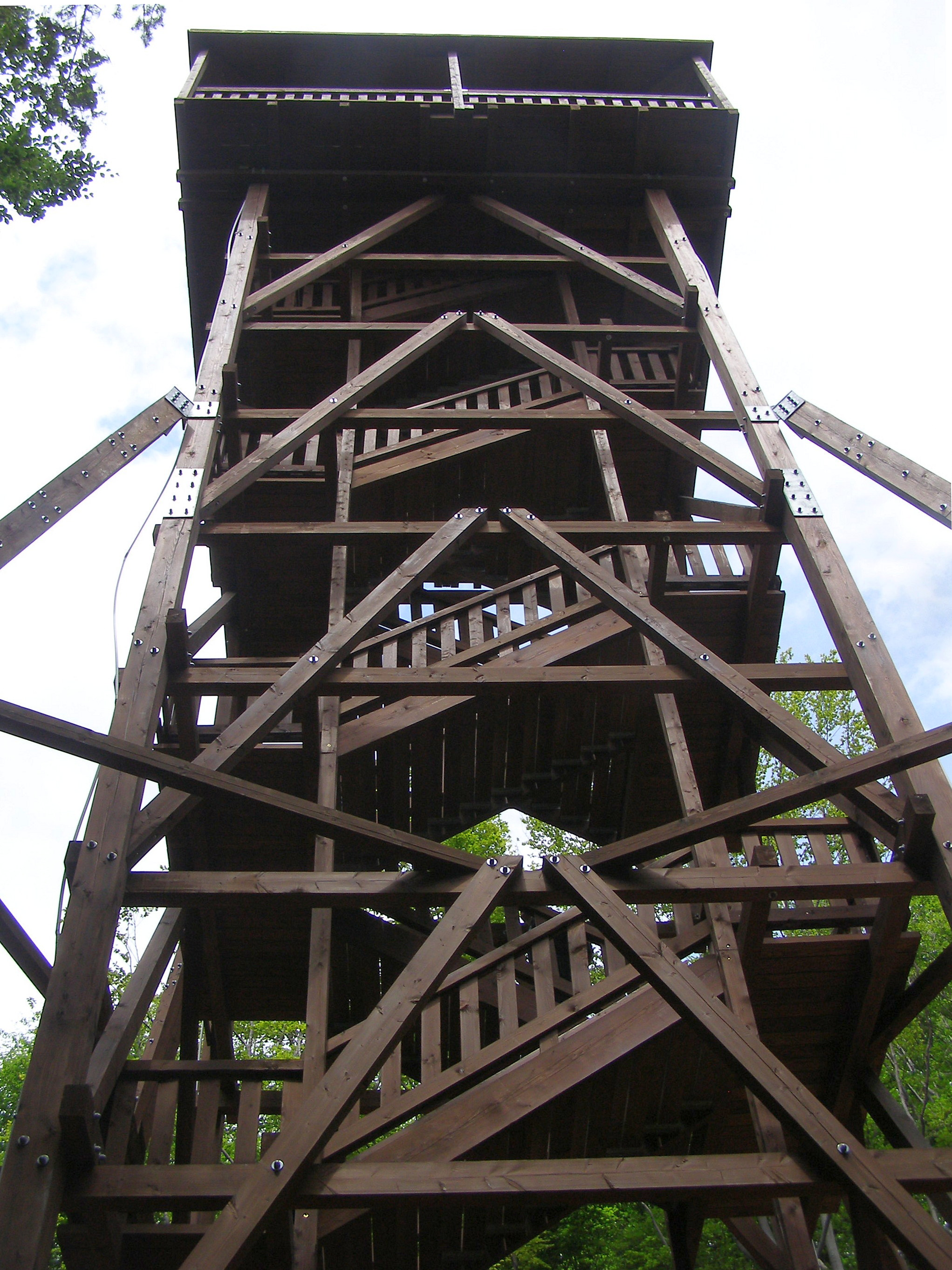
Widok z wieży
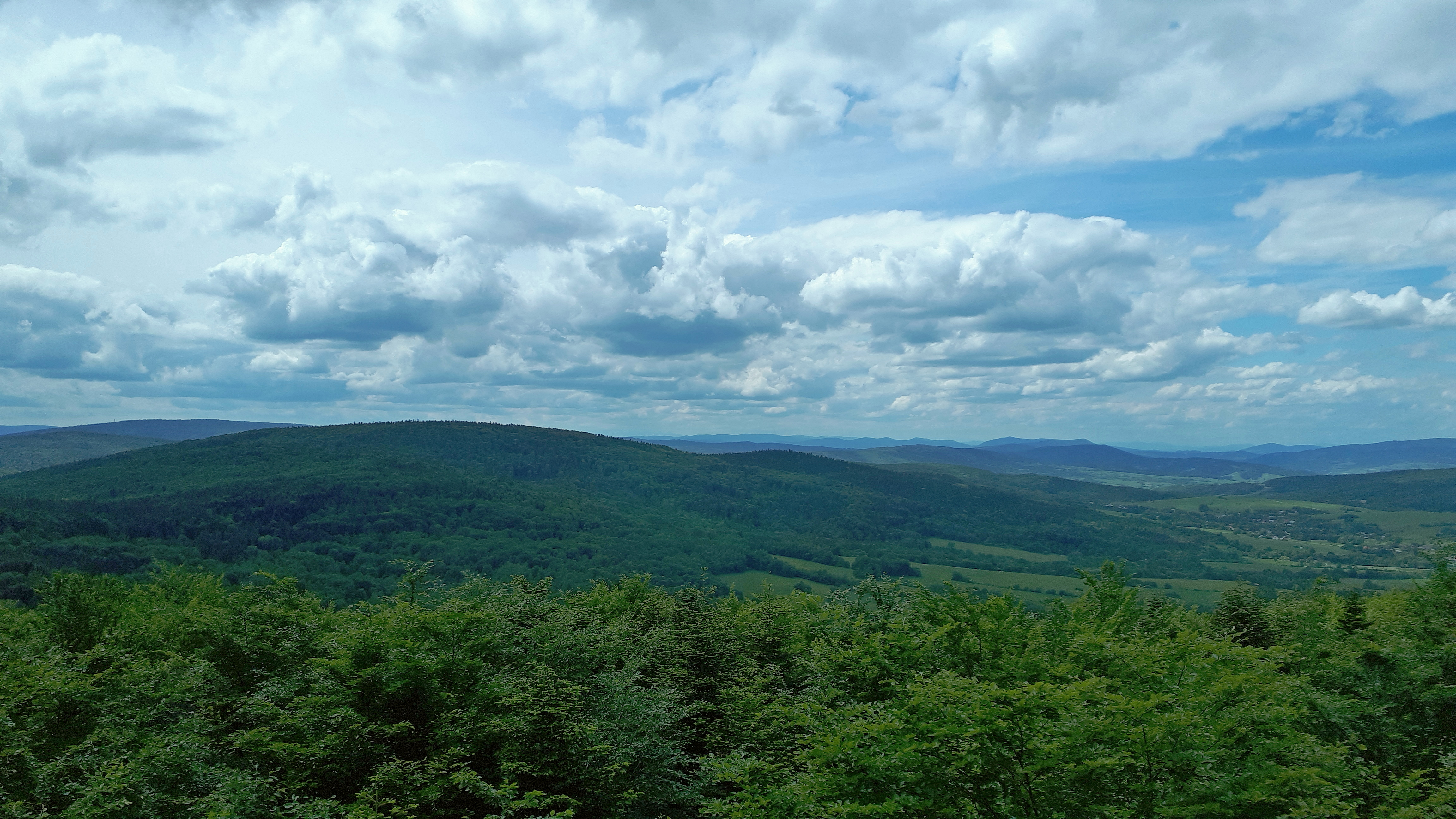
Widok z wieży